# Stefan Dąb-Biernacki

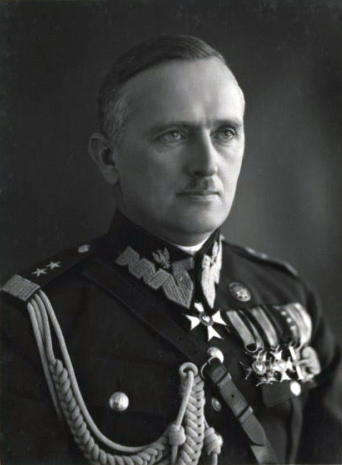
General Dąb-Biernacki (1931)

Stefan Dąb-Biernacki (* 7. Januar 1890 in Gnojno, heute Polen; † 9. Februar 1959 in London, Großbritannien) war ein polnischer Divisionsgeneral im Zweiten Weltkrieg. 1939 war er Oberbefehlshaber der Armee „Prusy“.

## Leben
Stefan Dąb-Biernacki wurde 1890 in Gnojno bei Błonie geboren. Er war Absolvent der Ökonomischen Fakultät in Dublany. 1913 absolvierte er einen Kommandeurskurs für Artillerie. Im August 1914 wurde er Mitglied der im k.u.k. Heeresdienst stehenden polnischen Legionen in Galizien. Er befahl zunächst eine Kompanie, dann ein Bataillon des 1. Infanterie-Regiments, dann ein Bataillon des 3. Infanterie-Regiments. Nach der sogenannten „Eidkrise“ wurde er 1917 in Beniaminów interniert. Nachdem er von August bis Oktober 1918 die Freiheit wiedererlangt hatte, war er Kommandeur der polnischen Verbände im Bezirk Ciechanów.
Im November 1918 trat er der polnischen Armee bei. Mit Ausbruch des Sowjetisch-Polnischen Krieges war er nacheinander Kommandeur eines Bataillons, dann des 32. Infanterie-Regiments (1918/1919) und des 5. Infanterie-Regiments der Legion. 1919 wurde er Kommandeur der 1. Brigade und von 1920 bis 1926 Kommandeur der 1. Infanterie-Division in Vilnius. Von November 1926 bis Dezember 1930 arbeitete er als Generalinspektor in der Generalinspektion der polnischen Streitkräfte. Im Dezember 1930 wurde er zum Heeresinspektor von Vilnius ernannt, diese Position behielt er bis zum Ausbruch des Zweiten Weltkrieges inne. 1923 wurde er zum Brigadegeneral und 1931 zum Generalmajor befördert. Während des Überfalls auf Polen 1939 kommandierte er die „Armia Prusy“, der die 3., 12., 13., 19., 29., 36., 39. und 44. Infanterie-Division sowie die Kavallerie-Brigade Wilna zugeteilt waren. Nach der Niederlage in der Schlacht von Tomaszów Lubelski entkam er durch Ungarn ins Exil nach Frankreich. Nach der wegen des deutschen Westfeldzuges notwendigen Evakuierung nach Großbritannien wurde er von Juni bis November 1940 nicht dem Offizierslager von Rothesay zugeteilt. Im November 1940 wurde er aus der polnischen Armee verabschiedet. Er starb 1959 in London und wurde auf dem Brompton Cemetery beigesetzt.